# Église Saint-Sigismond de Saint-Simon (Cantal)
L'église Saint-Sigismond de Saint-Simon est une église catholique française située à Saint-Simon dans le département du Cantal.

## Description

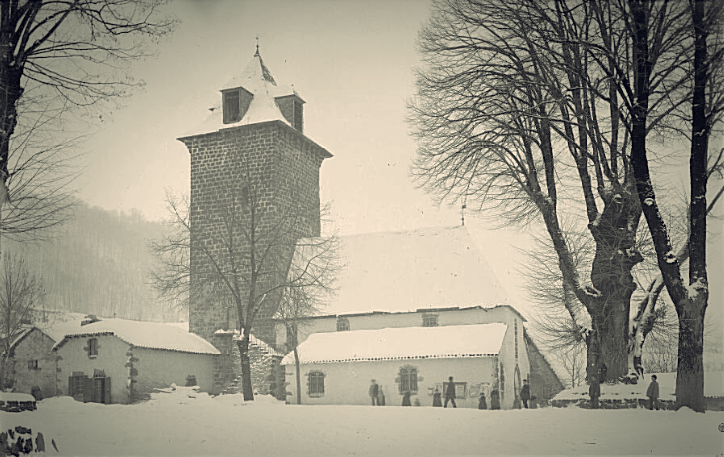
L'Église avant sa reconstruction.

L'église Saint Sigismond est un édifice de type Néo-Roman s'inspirant de l'Art Roman Auvergnat. Une tour fortifiée du XIIe siècle servait de refuge aux habitants à l'époque de la féodalité. Cette tour carrée, haute de vingt-deux mètres, comporte trois étages au-dessus du rez-de-chaussée, la salle du rez-de-chaussée sert de chapelle. Cet ancien donjon est l'un des mieux conservés de l'époque romane en Haute-Auvergne. L'Église en elle-même a été totalement reconstruite au tout début du XXe siècle dont l'intérieur est décoré à la mémoire du pape Gerbert d'Aurillac, qui serait né dans un hameau proche du village.

## Historique
L'édifice a été inscrit au titre des monuments historiques le 3 décembre 1969.

## Galerie de photos

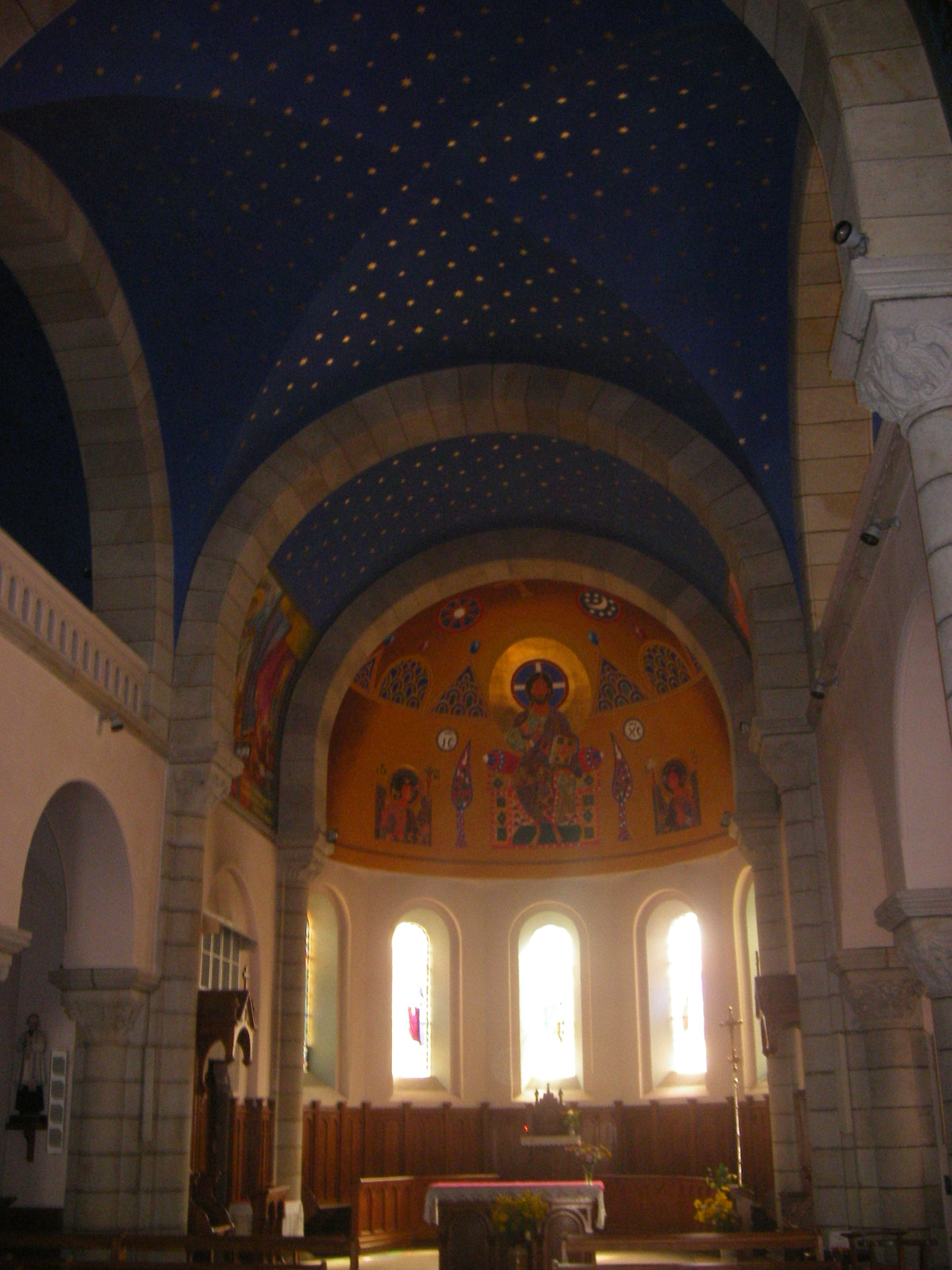
Plafond du chœur.
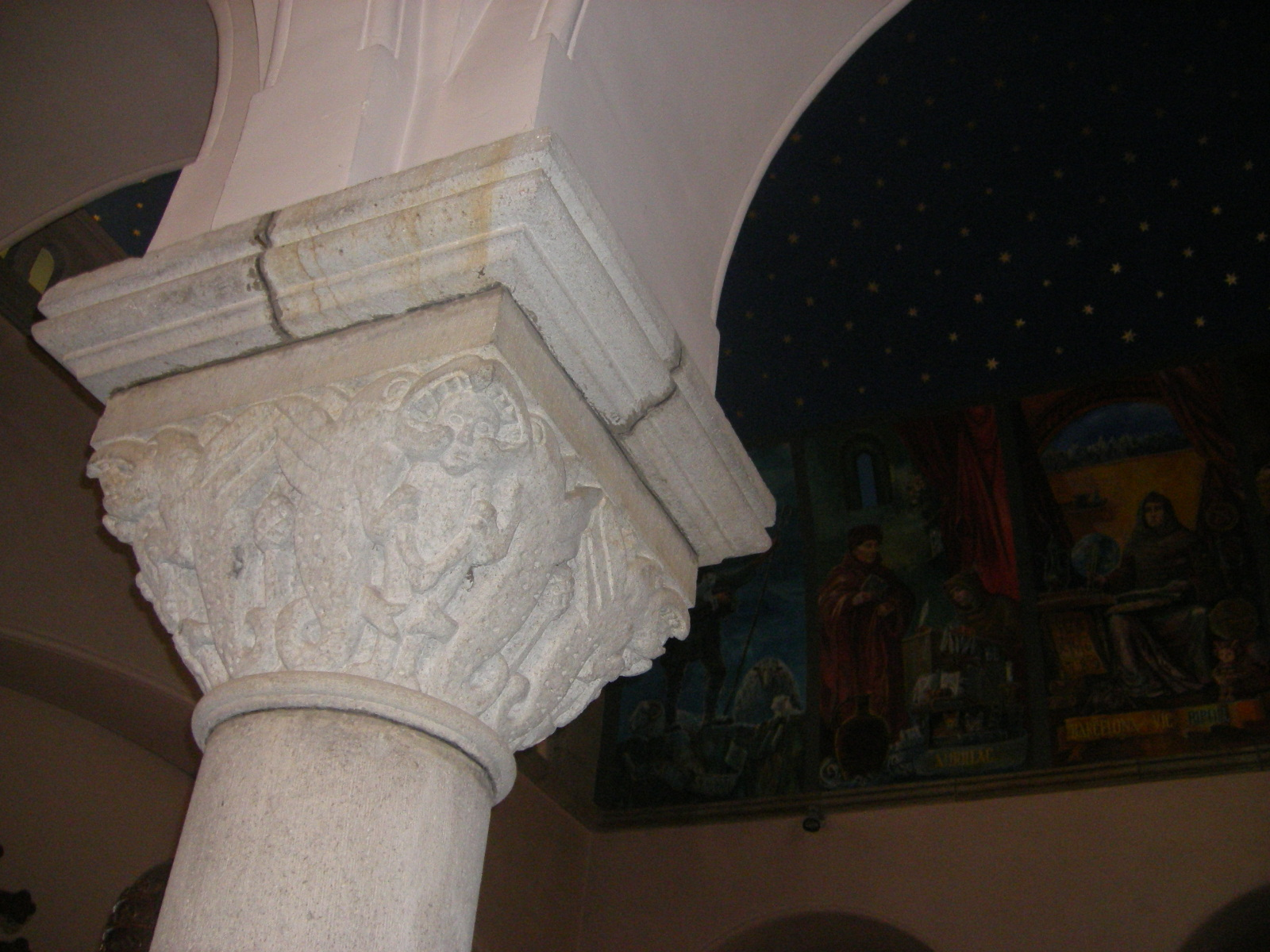
Un chapiteau.
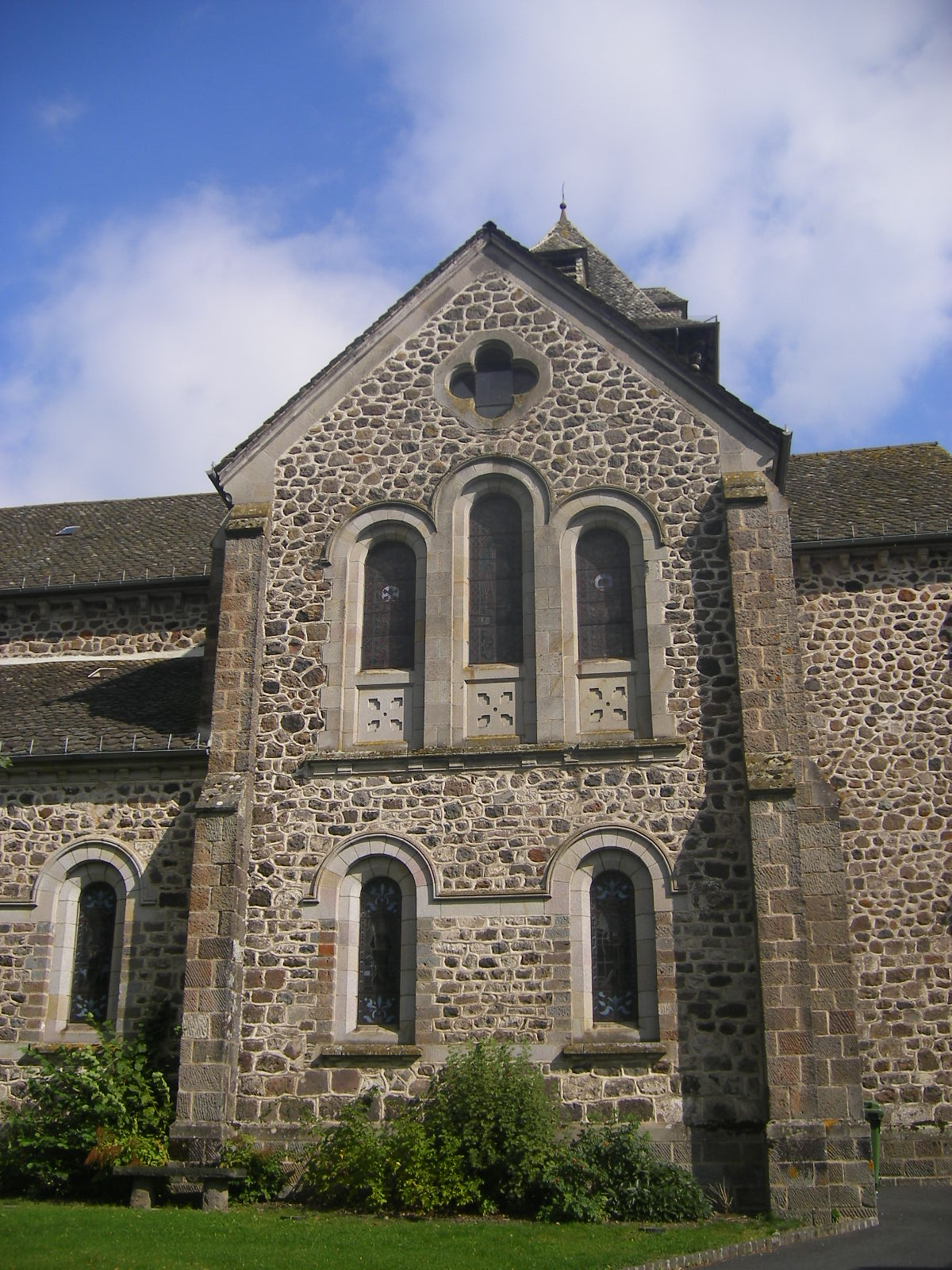